# لیانه بدر
لیانه بدر (عربی: ليانة بدر؛ زادهٔ ۱۹۵۰ در اورشلیم) رمان‌نویس، شاعر، و نویسندهٔ داستان کوتاه
فلسطینی است.
بدر در اریحا بزرگ شد. در دانشگاه اردن تحصیل کرد و با مدرک کارشناسی فلسفه و روانشناسی از دانشگاه عربی بیروت فارغ‌التحصیل شد. او کارشناسی ارشد خود را از دانشگاه بیرزیت گرفت. بدر در بیروت زندگی می‌کرد و سردبیری نشریهٔ الحریه را بر عهده داشت.
پس از ۱۹۸۲، او به دمشق، سپس تونس و امان نقل مکان کرد. او در سال ۱۹۹۴ به فلسطین بازگشت.

## جستارهاي وابسته
- اسراء البحیصی